# Xaphan

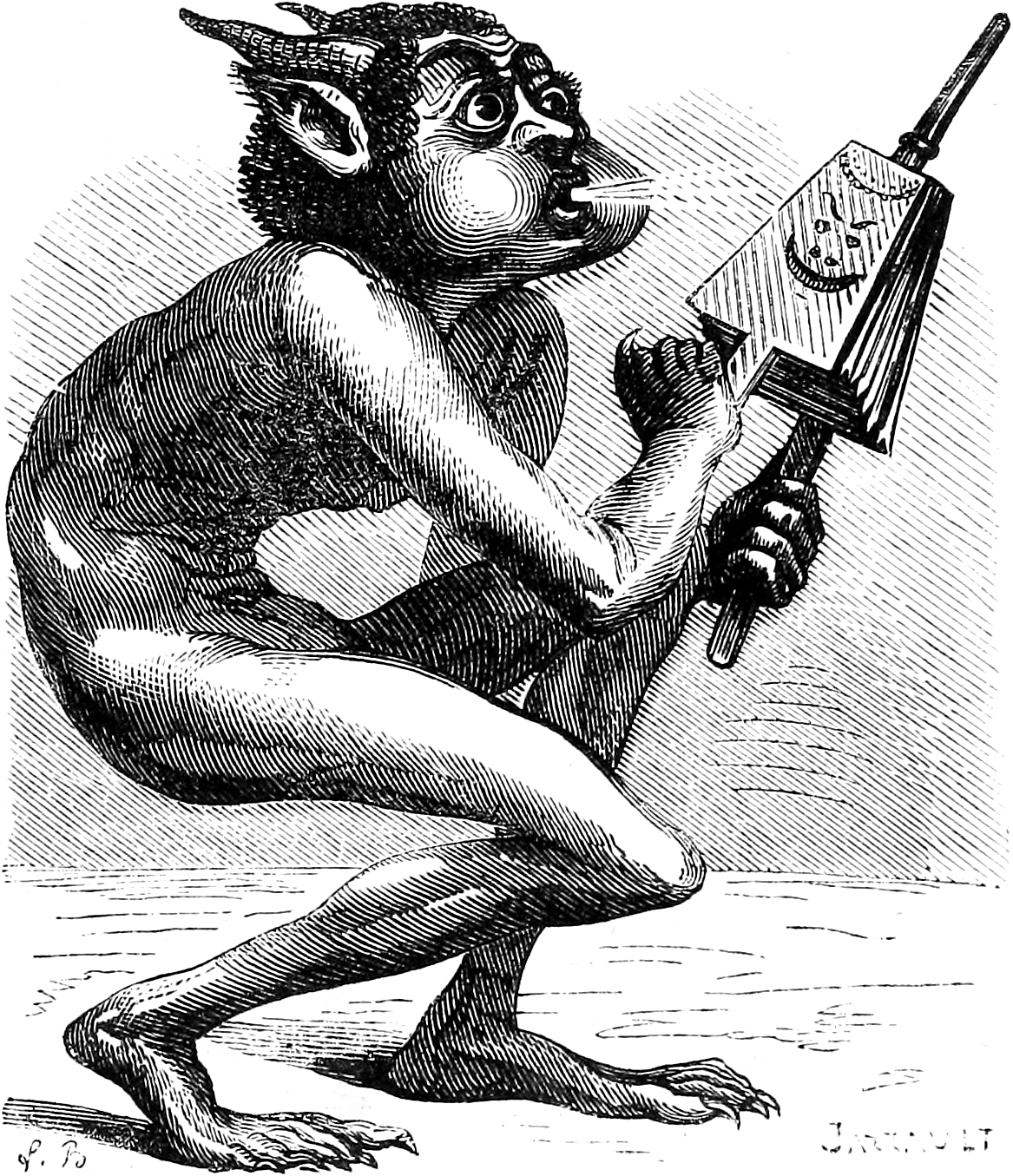
Afbeelding van Xaphan (Za-FAN) uit Collin de Plancy's Dictionnaire infenal

Xaphan is een van de gevallen engelen die met Satan in opstand kwam tegen God, en is een demon uit de 2e rang.
Tijdens de opstand kwam hij op het idee om de hemel in brand te steken voordat hij en de andere gevallenen werden uitgeworpen. Nadat zij uit de hemel naar de afgrond werden verworpen is hij voortdurend bezig geweest met het blazen van de sintels van de oven met zijn mond en handen.
Hij heeft een blaasbalg als embleem.